# Pericallia dora
Pericallia dora là một loài bướm đêm thuộc phân họ Arctiinae, họ Erebidae.